# Daychopan (huyện)
Daychopan là một huyện thuộc tỉnh Zabol, Afghanistan. Dân số thời điểm năm 1999 là 54,276 người.